# Lepra
La lepra, també coneguda com a malaltia de Hansen (HD), és una infecció bacteriana a llarg termini produïda per Mycobacterium leprae o Mycobacterium lepromatosis. La branca de la medicina que s'encarrega de l'estudi, la seua clínica i tractament és la leprologia actualment inclosa dins la infectologia. La infecció pot provocar danys als nervis, les vies respiratòries, la pell i els ulls. L'afectació als nervis pot provocar una manca de capacitat per a sentir dolor, que pot conduir a la pèrdua de parts de les extremitats d'una persona per lesions repetides o infecció a causa de ferides no percebudes. Una persona infectada també pot experimentar debilitat muscular i mala visió. Els símptomes de la lepra poden començar al cap d'un any de la infecció, però, per a algunes persones, poden trigar vint anys o més a manifestar-se.
La lepra s'estén entre les persones, tot i que és necessari un contacte extens. La lepra té una baixa patogenicitat i el 95% de les persones que contrauen M. leprae no desenvolupen la malaltia. Es creu que la propagació es produeix a través de la tos o del contacte amb líquids del nas d'una persona infectada per lepra. Els factors genètics i la funció immunitària influeixen en la facilitat amb què una persona s'afecti per la malaltia. La lepra no es transmet al nadó durant l'embaràs ni per contacte sexual. La malaltia es dona més freqüentment entre les persones que viuen en la pobresa.
Hi ha dues variants de la malaltia: paucibacil·lar i multibacil·lar, que difereixen pel nombre de bacteris presents. Una persona amb malaltia paucibacil·lar té cinc o menys taques mal pigmentades a la pell i pèrdua de sensibilitat, mentre que una persona amb malaltia multibacil·lar té més de cinc taques a la pell. El diagnòstic es confirma en trobar bacils amb resistència àcido-alcohòlica en una biòpsia de la pell.
La lepra es pot curar amb una teràpia multifàrmac. El tractament de la variant paucibacil·lar es fa amb medicaments dapsona, rifampicina i clofazimina durant sis mesos. El tractament de la lepra multibacil·lar utilitza els mateixos medicaments durant 12 mesos. També es poden emprar altres antibiòtics. Aquests tractaments són proporcionats gratuïtament per l'Organització Mundial de la Salut. Les persones amb lepra poden viure amb les seves famílies i anar a l'escola i treballar. El 2018, hi va haver 209.000 casos de lepra a nivell mundial, respecte dels 5,2 milions dels anys vuitanta. El nombre de casos nous el 2016 va ser de 216.000. La majoria dels casos nous es produeixen a 14 països, més de la meitat a l'Índia. En els vint anys que van del 1994 al 2014, es van curar 16 milions de persones a tot el món. Als Estats Units es notifiquen uns 200 casos cada any.
La lepra ha afectat la humanitat durant milers d'anys. La malaltia pren el seu nom de la paraula grega λέπρᾱ (léprā), de λεπῐ́ς (lepís, "escala"), mentre que el terme "malaltia de Hansen" rep el nom del metge noruec Gerhard Armauer Hansen. Històricament la lepra s'ha associat amb l'estigma social, que continua sent una barrera per a l'autodeclaració i el tractament precoç. La separació de les persones afectades ubicant-les a les colònies de leprosos encara es dona en algunes zones de l'Índia, la Xina, l'Àfrica, i Tailàndia. La majoria de colònies han tancat, ja que la lepra no és gaire contagiosa. Alguns consideren que la paraula leprós és ofensiva i prefereixen l'expressió "persona afectada de lepra". La lepra es classifica com una malaltia tropical desatesa. El Dia Mundial de la Lepra (últim diumenge de gener) es va iniciar el 1954 per donar a conèixer els afectats per la malaltia.

## Història
La lepra és una malaltia coneguda des de l'antiguitat. Les primeres restes de la lepra es troben a un esquelet a l'Índia, que data del 4000aC, al Rajasthan. Alguns dels primers manuscrits on apareix la lepra són del 600aC i es troben a la zona de les actuals Xina, Índia i Egipte. Es va pensar durant molt de temps que el seu origen era asiàtic i que es va estendre durant l'ocupació d'Alexandre el Gran i posteriorment pels fenícis i Roma (actualment un estudi del 2005 del seu genoma, a l'institut Pasteur, de Monnot Mark i Stewart Cole en situarien l'origen a Àfrica o Orient mitjà desmentint-ne aquesta teoria d'origen asiàtic). Amb el transport d'esclaus africans cap a Amèrica la malaltia també es va estendre al nou continent.
La Bíblia conté passatges que es refereixen a la lepra, tant a l'Antic Testament com en el Nou. És impossible de saber si és la mateixa malaltia o alguna de les seves variants. El terme "lepra" ha estat usat per designar moltes altres malalties cutànies i el seu origen i gravetat són molt variables.
En un dels evangelis es narra la curació d'un possible leprós per Jesús, exemplificant com n'estava d'estesa i el seu coneixement (Mc 1, 40-45; Mt 8, 1-4, Lucas 5, 12-16). En els primers textos on apareix, la lepra sempre s'ha representat com una gran amenaça i els leprosos han estat tradicionalment molt exclosos per la societat. Sovint se'ls rebutjava de la seva comunitat i de les seves famílies a causa de la malaltia, i en països subdesenvolupats aquesta pràctica es continua seguint avui en dia.
La lepra ha donat lloc a fortes mesures de segregació i exclusió social, de vegades hereditària. La disminució de la lepra a Europa va començar al segle xvi, que tot i no tenir-ne una explicació satisfactòria es podria suposar que és per les millores higièniques i per la millora de les precaucions per part de la població.
El 1873, el noruec Hansen Armauer va descobrir el bacteri responsable d'aquesta malaltia. Això va suposar un gran avanç per al tractament de la malaltia, i en el seu nom es va batejar com a malaltia de Hansen.
Anys més tard es va començar a intentar afrontar la malaltia de diverses maneres. Els darrers vint anys més de 12 milions de persones s'han curat i la seva prevalença ha disminuït en un 90%. S'ha erradicat a 108 dels 122 països que n'eren afectats i ja no és un problema important per a la salut pública, tot i que en alguns països continua causant estralls.

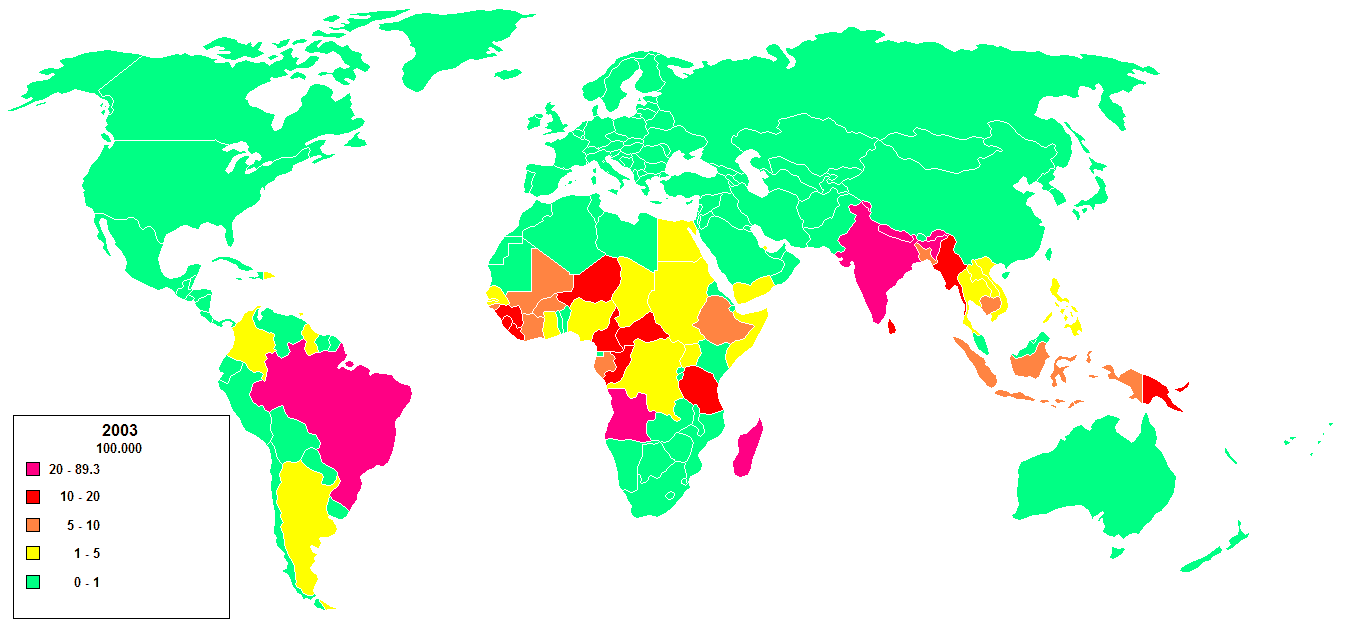
Distribució dels països amb lepra l'any 2003.

## Epidemiologia
El 1985 hi havia 5,4 milions de persones afectades per aquesta malaltia. El 1994, 2 milions. I el 2005 hi havien unes 500.000 persones afectades. Segons informes oficials rebuts de 138 països de totes les regions de l'OMS, la prevalença registrada mundialment de lepra el 2015 va ser de 176.176 casos. Els focus geogràfics on es troba principalment la lepra són Índia, Brasil i Àfrica Central.
A Espanya hi ha 1 cas per 100.000 habitants, la majoria dels quals es concentren a Andalusia (Jaén, Màlaga i Almeria), on trobem uns 2000 casos; així com a Galícia, Canàries i Llevant. A Catalunya, només hi ha uns 300 casos.

## Etiopatogènesi

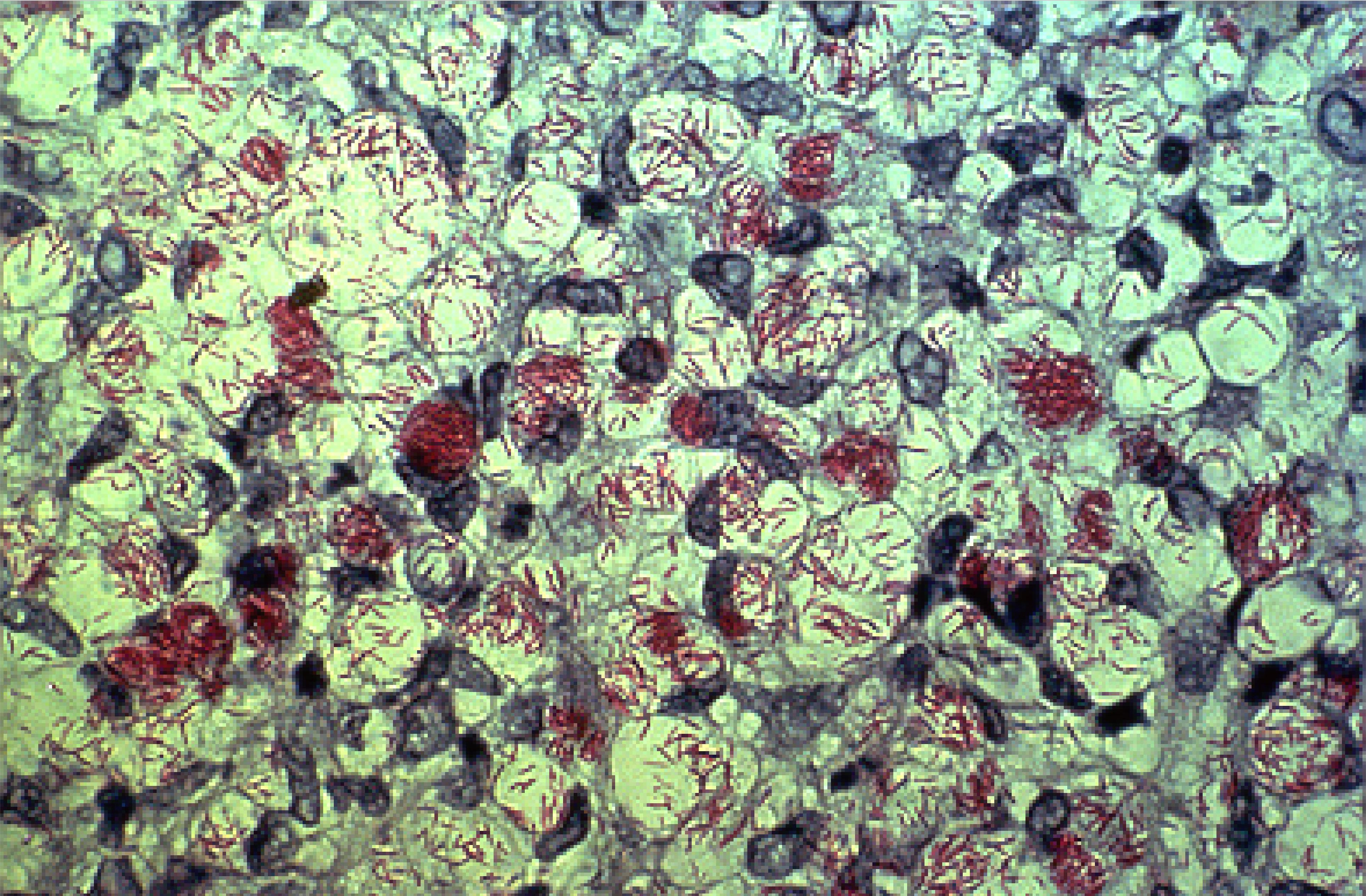
Mycobacterium leprae, agent causant de la leptra. M. leprae es tenyeix de vermell quan s'utilitza la tinció de Ziehl-Neelsen

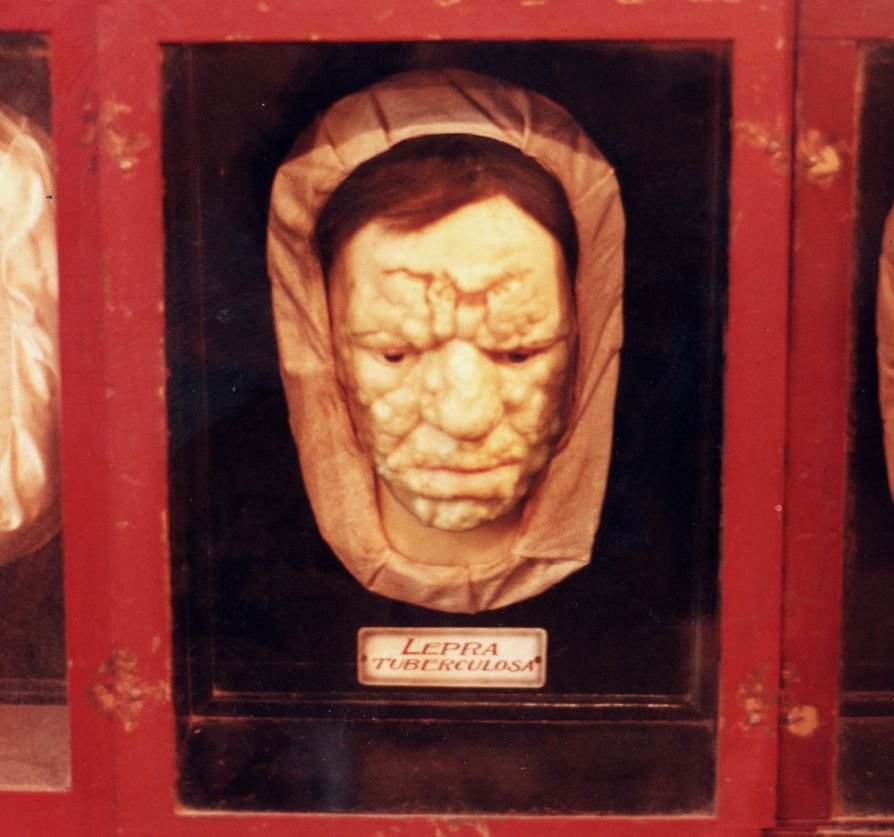
Reproducció didàctica en cera d'una lepra lepromatosa., Rètol original incorrecte.

La malaltia és causada per Mycobacterium Leprae: microorganisme en forma de bastonet incurvat, d'unes 7 micres, grampositiu i àcid-alcohol resistent. S'agrupa en forma de "globis". Dona positiu en la tinció de Ziehl-Neelsen. Creix a temperatura per sota de la humana.
El mecanisme de transmissió és un tema controvertit, ja que molts no tenen una font d'infecció clara. Els casos multibacilars són més infecciosos que els paucibacilars, per tant, després de la predisposició genètica, la naturalesa del cas font d'infecció és el factor més important per a la transmissió. Dues maneres de transmissió reconeguda són:
1. Secrecions nasals dels casos multibacilars amb erosions nasals.
2. Lesions cutànies ulcerades que contenen microorganismes que poden ser transmesos a persones susceptibles.

El contacte íntim s'associa amb el contagi de la malaltia, per això els membres de la família són la font d'infecció més freqüent. De la mateixa manera, el risc de contagi augmenta entre persones que viuen en condicions d'amuntegament. També s'ha associat un augment del risc de contagi als períodes de reacció leprosa.
A més, s'ha trobat certa relació ètnica. Per exemple, a l'ètnia gitana es veuen més casos de lepra, però és més que possible que sigui pels seus hàbits de vida i no pel fet de pertànyer a una ètnia determinada.
El període d'incubació dura entre sis mesos i vint anys, segons el tipus de lepra:
- Tuberculoide: 3-5 anys.
- Lepromatosa: 7-10 anys.

Una vegada ha entrat a l'organisme, el bacil és molt neurotròfic i afecta principalment, i en funció de la resistència del pacient:
- Cèl·lules de Schwann de la pell.
- Ganglis limfàtics.
- Aparell respiratori alt.
- Aparell digestiu alt.

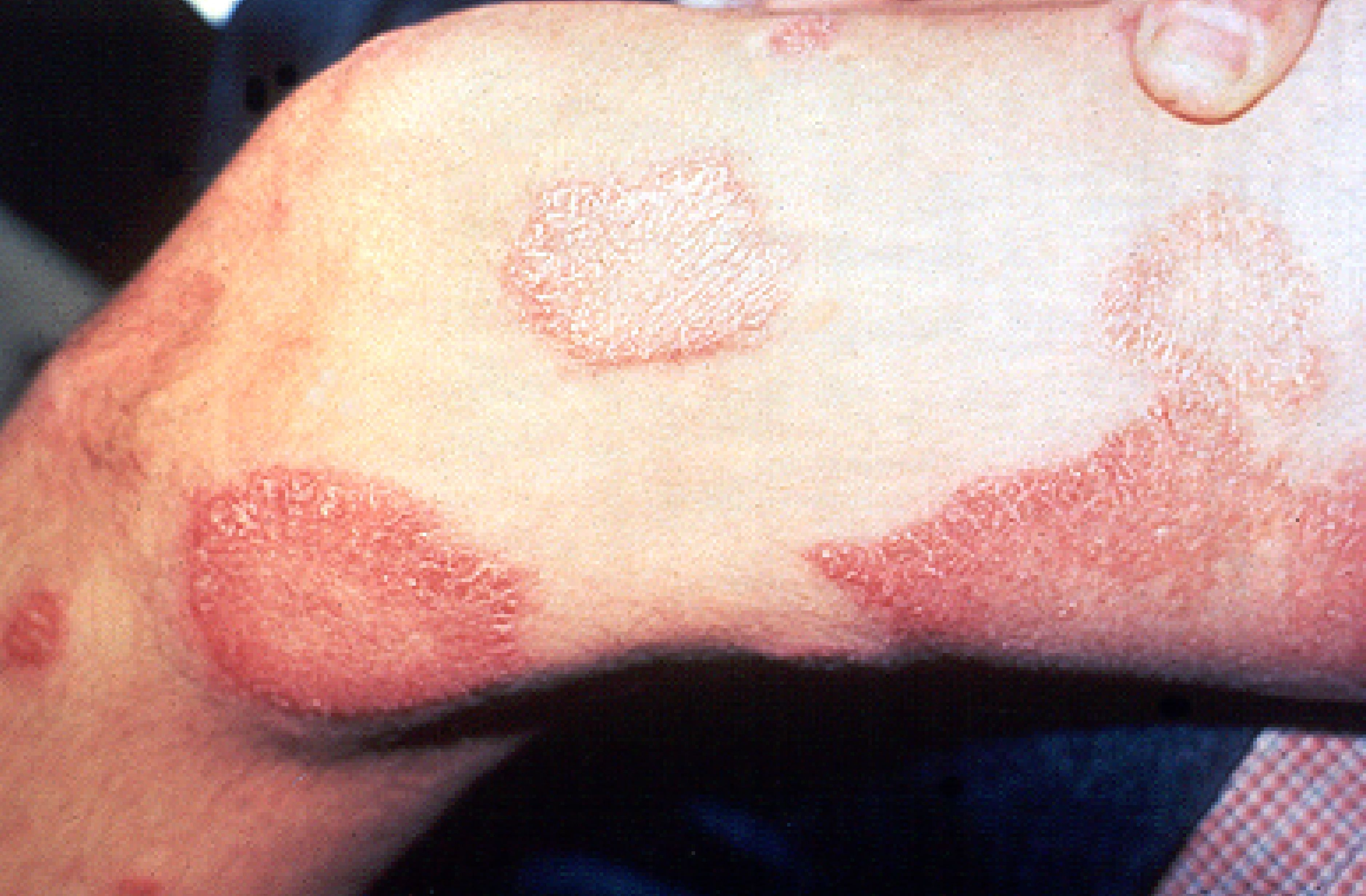
Lesions de lepra a la pell.

Per tant, saber això ens permetrà determinar les proves que hem de fer davant la sospita de lepra per demostrar la presència del bacil:
- Biòpsia de pell.
- Biòpsia de nervis perifèrics, que estaran engruixits i es podran palpar, sobretot a la lepra tuberculoide.
- Frotis de la mucosa nasal.
- Escarificació del lòbul de l'orella.
- Biòpsia ganglionar.

## Classificació
La classificació de la lepra es fa segons aspectes clínics, bacteriològics, immunològics i histopatològics. En molts pacients infectats la malaltia desapareix espontàniament i no es desenvolupen lesions. Els que desenvolupen lesions es classifiquen en paucibacilars (tenen pocs microorganismes als seus teixits) o multibacilars (tenen molts microorganismes als seus teixits).
La lesió inicial constitueix la malaltia indeterminada, que pot resoldre's espontàniament o evolucionar a una altra forma de la malaltia, que serà la forma borderline o dimorfa. A partir d'aquí la malaltia pot evolucionar cap a una de les dues formes polars de la malaltia, que són la tuberculoide i la lepromatosa.
La malaltia borderline es caracteritza per la seva inestabilitat. De vegades hi ha casos que es transformen del pol tuberculoide al lepromatós en un procés anomenat downgrading.

## Tractament
La lepra és curable amb una combinació de fàrmacs coneguda com a tractament multifàrmac (MDT, de l'anglès Multidrug Therapy), ja que el tractament de la lepra amb un sol fàrmac contra la lepra (monoteràpia) donarà lloc al desenvolupament de la resistència al fàrmac. La combinació de fàrmacs utilitzats depèn de la classificació de la malaltia. La Rifampicina, la medicina antileprosa més important, s'inclou en el tractament d'ambdós tipus de lepra. Per al tractament de pacients amb lepra multibacilar, l'OMS recomana una combinació de rifampicina, clofazimina i dapsona; En pacients amb lepra paucibacilar, MDT utilitza una combinació de rifampicina i dapsona.
La teràpia multiifàrmac, recomanada per primera vegada per un Comitè d'Experts de l'OMS l'any 1984, es va convertir ràpidament en el tractament estàndard de la lepra i l'OMS la lliura gratuïtament a tots els països endèmics des de 1995. Com a proveïdor de pràcticament el 100% de les necessitats mundials de MDT, l'OMS col·labora estretament amb els donants i els fabricants per planificar-ne la fabricació, l'adquisició i l'enviament de medicaments MDT als països afectats.